# Odete Roitman
Odete de Almeida Roitman é uma personagem fictícia da telenovela brasileira Vale Tudo, exibida originalmente na TV Globo de 16 de maio de 1988 a 6 de janeiro de 1989. Imortalizada por Beatriz Segall, a personagem é considerada uma das maiores vilãs da teledramaturgia brasileira.
A morte da personagem e o mistério em torno de seu assassino tiveram grande impacto cultural, chegando a estampar capas de jornais, movimentando campanhas publicitárias e até mesmo apostas no jogo do bicho.
No remake da novela no horário das 21h, que estreou em 31 de março de 2025, a vilã é interpretada pela atriz Débora Bloch.

## Resumo da personagem (versão de Beatriz Segall)
Nascida e criada na cidade de Petrópolis, na região serrana do estado do Rio de Janeiro, Odete Tauber (sobrenome de solteira) era filha do dono de uma livraria e papelaria de grande porte, situada no centro da cidade. A família não era bilionária, mas possuía um padrão de vida de classe média alta. O pai de Odete investiu muito na educação dela e de Celina (sua irmã mais nova), tendo as duas estudado e se graduado na França.
Odete casou-se na casa dos vinte anos com o dono do Grupo Almeida Roitman, cujo principal negócio era a companhia aérea Transcapital Aerolinhas (mais conhecida pela sigla TCA), tornou-se uma empresária e junto a ele geriu o conjunto de empresas. Tiveram três filhos: Leonardo (morto num acidente de carro), Helena (Heleninha) e Afonso de Almeida Roitman. A mãe, no entanto, não dedicou muita atenção aos filhos, dando prioridade à carreira executiva.
Quando o marido de Odete foi acometido por uma doença grave, que o deixou em estado terminal, ela não esperou o marido falecer para começar a ter casos extraconjugais com rapazes mais novos. Um desses casos foi flagrado pelo filho Leonardo, que provocou uma discussão com a mãe e morreu logo em seguida, num acidente automobilístico.
Suas principais características eram a arrogância, o preconceito e a discriminação relacionados ao Brasil e seu povo, que julgava ser indolente por ser miscigenado. Odete também manipulava a vida de seus familiares, tendo colocado no filho mais novo, Afonso, sua esperança de sucedê-la no comando do império familiar, querendo que ele vivesse na Europa. Afonso, no entanto, desprezava a ideia por gostar de viver no Brasil (para o horror de Odete). Posteriormente, a empresária encontrou na ambiciosa Maria de Fátima uma aliada para casar-se com seu filho e convencê-lo a morar no exterior.
Após ter salvado a TCA da falência, o empregado Ivan Meireles caiu nas graças de Odete, que o fez separar-se da protagonista da telenovela, Raquel, e casar-se com Helena, sua filha. Tempos mais tarde, o casamento de Helena e Ivan entrou em crise e ele tentou reatar com Raquel, para a ira de Odete, que cometeu grandes atrocidades para evitar que Ivan se separasse da filha.
Para prejudicar Raquel, Odete contaminou a maionese da salada de batatas da rede de restaurantes Paladar, cuja proprietária era a arquirrival, com uma perigosa bactéria. A própria irmã de Odete, Celina (que era sócia da rede de restaurantes sem Odete saber), conseguiu evitar que a maionese fosse servida nos restaurantes, a princípio, sem saber que a contaminação foi planejada pela própria irmã. A empregada Lucimar chegou a provar a maionese, passando mal e sendo internada num hospital, recuperando-se mais tarde.
Helena, filha de Odete, carregava a culpa pela morte do irmão, Leonardo, por acreditar que estava conduzindo o automóvel, embriagada, no momento do acidente que o matou. Entretanto, no decorrer da telenovela, foi revelado o segredo relacionado ao acidente: era Odete que estava no volante, quando ocorreu a fatalidade. Helena estava tão ébria que, com a memória falha, acreditou que teria sido ela a motorista. A verdade foi revelada por uma ex-empregada da casa de Odete, que havia recebido dinheiro dela para sair do país (trabalhava no sul da Argentina), além de ter sido ameaçada, para que não contasse o que sabia sobre o fato. Odete argumentou, com Helena, que precisava ter saído incólume do escândalo provocado pelo acidente, por ser o "pilar" da família, a pessoa que sustentava toda a estrutura moral dos Roitmans.
Perto do fim da telenovela, Odete foi morta com três tiros por Leila, esposa de Marco Aurélio, alguém que Odete julgava ser seu aliado (e que a estava roubando, com desvios de verbas da TCA). Leila descobriu que o marido teve um breve caso extraconjugal com Maria de Fátima e queria matá-la, baleando Odete por engano. A autoria do crime só foi revelada no último capítulo.